# Quintetto ideale della A1 Ethniki 2000-2010
Cestisti inseriti nell'Quintetto ideale della A1 Ethniki per il periodo 2000-2010.

## Elenco
| Grassetto | Vincitore dell'A1 Ethniki MVP |

| 2003-04 | Roderick Blakney         | Maroussi          |
| 2003-04 | Nikos Chatzīs            | AEK Atene         |
| 2003-04 | Dīmītrīs Diamantidīs     | Īraklīs Salonicco |
| 2003-04 | Kōstas Tsartsarīs        | Panathīnaïkos     |
| 2003-04 | Lazaros Papadopoulos     | Īraklīs Salonicco |
| 2004-05 | Jaka Lakovič             | Panathīnaïkos     |
| 2004-05 | Vasilīs Spanoulīs        | Panathīnaïkos     |
| 2004-05 | Dīmītrīs Diamantidīs (2) | Panathīnaïkos     |
| 2004-05 | Pete Mickeal             | Makedonikos       |
| 2004-05 | Nikos Oikonomou          | Paniōnios         |
| 2004-05 | Travis Watson            | Paniōnios         |
| 2005-06 | Roderick Blakney (2)     | Maroussi          |
| 2005-06 | Vasilīs Spanoulīs (2)    | Panathīnaïkos     |
| 2005-06 | Dīmītrīs Diamantidīs (3) | Panathīnaïkos     |
| 2005-06 | Ryan Stack               | Aris Salonicco    |
| 2005-06 | Sofoklīs Schortsianitīs  | Olympiakos        |
| 2006-07 | Dīmītrīs Diamantidīs (4) | Panathīnaïkos     |
| 2006-07 | Ramūnas Šiškauskas       | Panathīnaïkos     |
| 2006-07 | Stratos Perperoglou      | Paniōnios         |
| 2006-07 | Panagiōtīs Vasilopoulos  | Olympiakos        |
| 2006-07 | Mike Batiste             | Panathīnaïkos     |
| 2007-08 | Vasilīs Spanoulīs (3)    | Panathīnaïkos     |
| 2007-08 | Anthony Grundy           | Panellīnios       |
| 2007-08 | Dīmītrīs Diamantidīs (5) | Panathīnaïkos     |
| 2007-08 | Jeremiah Massey          | Aris Salonicco    |
| 2007-08 | Iōannīs Mpourousīs       | Olympiakos        |
| 2008-09 | Vasilīs Spanoulīs (4)    | Panathīnaïkos     |
| 2008-09 | Šarūnas Jasikevičius     | Panathīnaïkos     |
| 2008-09 | Mike Batiste (2)         | Panathīnaïkos     |
| 2008-09 | Iōannīs Mpourousīs (2)   | Olympiakos        |
| 2008-09 | Nikola Peković           | Panathīnaïkos     |
| 2009-10 | Dīmītrīs Diamantidīs (6) | Panathīnaïkos     |
| 2009-10 | Drew Nicholas            | Panathīnaïkos     |
| 2009-10 | Josh Childress           | Olympiakos        |
| 2009-10 | Kōstas Kaimakoglou       | Maroussi          |
| 2009-10 | Mike Batiste (3)         | Panathīnaïkos     |